# Пушкин, Пётр Тимофеевич
Пётр Тимофе́евич Пу́шкин (также Черно́й, Толсто́й; ? — не ранее 27 июля 1633 года) — российский военный и государственный деятель, воевода и дворянин московский (с 1618 года), прямой предок Александра Пушкина. Родился в семье Тимофея Семёновича Пушкина, в 1610 году приобрёл чин жильца (его оклад по состоянию на 30 августа 1616 года составлял 20 рублей), через восемь лет — дворянина московского. В 1619 году Пётр Пушкин женился на Елене Сунбуловой, дочери рязанского воеводы Григория Сунбулова, которая родила ему сына Петра.
9 марта 1624 года в статусе первого воеводы сторожевого полка по Рязанскому разряду местничал с Андреем Литвиновым-Мосальским, отказался идти на службу, проиграл дело и был приговорен к тюремному заключению на три дня. Пётр Пушкин был пронским (конец сентября—начало октября 1624) и тюменским (1625 — 18 июля 1628) воеводой, не ранее мая 1626 года его назначили объезжим головой в Белом городе (от Неглинной улицы до Покровки). По состоянию на 1631—1632 годы имел поместья в Галичском (200 четвертей земли с восемью крестьянскими и двумя бобыльскими дворами), Московском (32 четверти земли) и Рязанском (77 четвертей земли без крестьян) уездах, а также две вотчины, обе в Рязанском уезде: одна была получена Петром за службу (140 четвертей земли, двенадцать крестьянских и семь бобыльских дворов), вторая, в селе Екимовском (Макееве), — как приданое (500 четвертей земли, пятнадцать крестьянских и семь бобыльских дворов). 27 июля 1633 года Пётр Пушкин был назначен сотником в Москве у Покровских ворот «для приходу крымских людей».
Скончался не ранее 27 июля  1633 года. По данным Николая Лернера, около 1642 года.